# لوئی ریل
لوئی ریل (انگلیسی: Louis Riel؛ زاده ۲۲ اکتبر ۱۸۴۴ درگذشته ۱۶ نوامبر ۱۸۸۵) یک سیاست‌مدار اهل کانادا بود. او بنیانگذار استان مانیتوبا، و رهبر سیاسی مردم متی کانادا بود.